# Kunekune
Il Kunekune è una piccola razza di maiale domestico originaria della Nuova Zelanda. I Kunekune sono pelosi con una corporatura tondeggiante e, alcuni esemplari, possono esibire una pappagorgia pelosa sotto il mento. Il loro colore spazia dal bianco e nero, allo zenzero, alla panna, al dorato, al nero, al marrone e ad un misto di tutto ciò. Hanno una natura docile e amichevole e recentemente sono spesso tenuti come animali domestici.

## Storia
Si pensa che i Kunekune discendano da una razza domestica asiatica introdotta in Nuova Zelanda all'inizio del XIX secolo, da balenieri o commercianti. Si differenziano nettamente dal maiale selvatico di origine europea noto in Nuova Zelanda come "Capitan Fornello". I nativi Maori della Nuova Zelanda adottarono i Kunekune; kunekune è una parola in Lingua māori che significa "grasso e rotondo".
Negli anni '80, rimanevano solo circa 50 kunekune di razza pura. Michael Willis e John Simister, proprietari di parchi naturali, avviarono un programma di recupero genetico, che incoraggiò altri sforzi di riproduzione e recupero della razza. A partire dal 2010, il Kunekune non è più in via di estinzione, con società di riproduzione della razza sia in Nuova Zelanda che nel Regno Unito. Nel 1993, due esemplari furono importati negli Stati Uniti dal Regno Unito.

## Descrizione

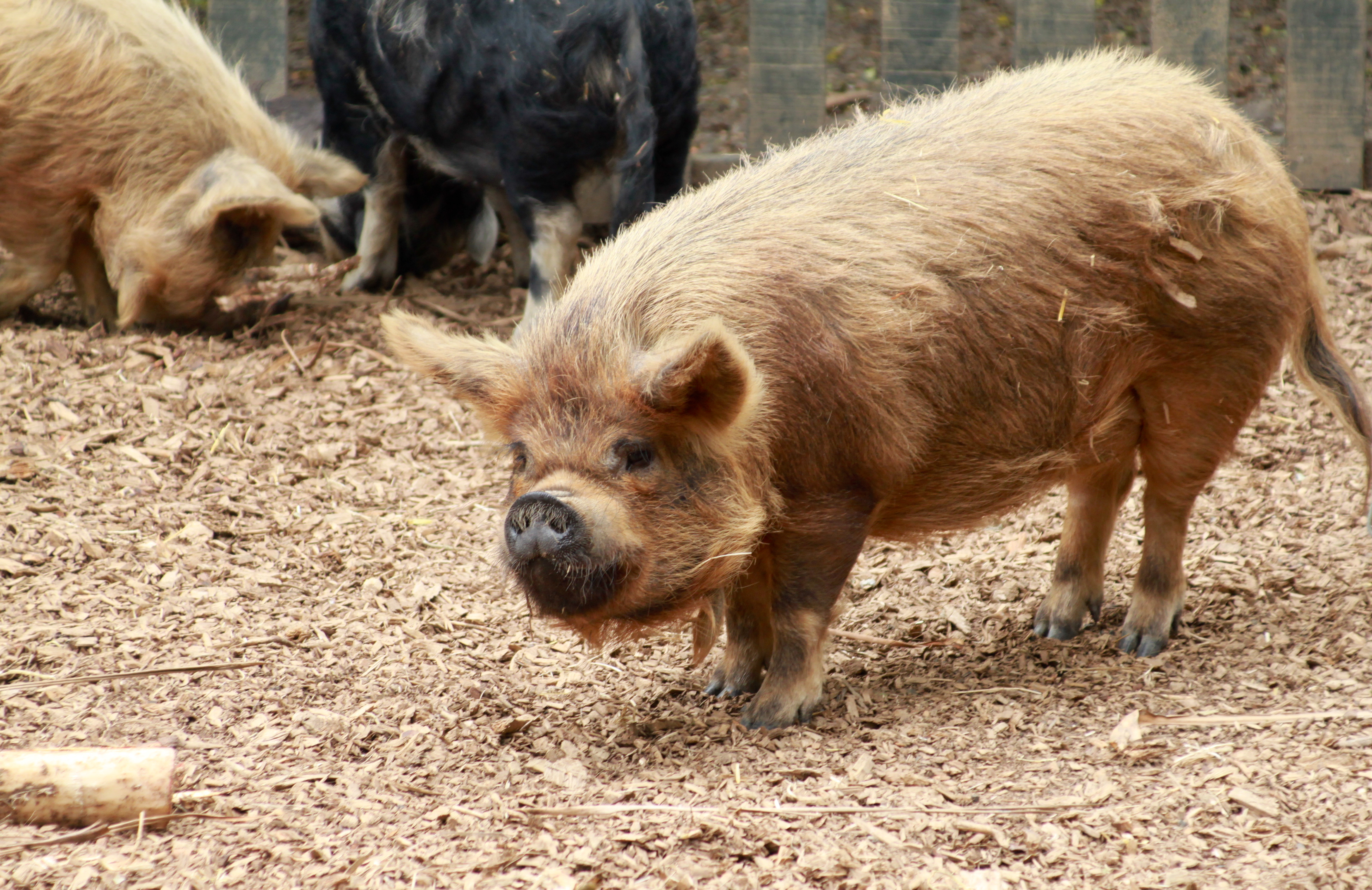
Kunekune allo Zoo di Hamilton

Il Kunekune è coperto da peli che possono essere lunghi o corti, e lisci o ricci. I colori del mantello includono combinazioni di nero, marrone, zenzero, dorato, crema e maculato. Ha un muso leggermente rialzato medio-corto solitamente nero e orecchie semiloppate o dritte. Ha un corpo corto e rotondo con gambe corte, ed alcuni esemplari possono esibire una o due pappagorgia (chiamate piri piri) sotto il mento. Il Kunekune è alto circa 60 centimetri (24 pollici), e un esemplare adulto può pesare tra i 60 e i 200 kg.
L'habitat naturale per i Kunekune sono i boschi e i pascoli. Prosperano molto bene all'aperto.
I Kunekune sono molto facili da gestire, in quanto sono tra le poche razze in grado di vivere anche solo di erba. Sono l'unico vero maiale da pascolo e possono essere mantenuti principalmente con erba con un po' di alimentazione supplementare. Un ettaro di prati verdi può sostenere fino a quindici kunekune.

## Allevamento
I maschi di Kunekune diventano fertili dai sei ai sette mesi, mentre le scrofe possono rimanere incinte dopo il quinto mese di vita. Tuttavia, solitamente, le scrofe non vengono fatte accoppiare con i maschi fino al loro primo anno di vita. Le scrofe sono brave madri e le cucciolate hanno dimensioni variabili, in media intorno ai sette porcellini.